# Jyllinge (plaats)
Jyllinge is een plaats in de Deense regio Seeland, gemeente Roskilde, en telt 10.126 inwoners (2013).
De plaats ligt aan de oostzijde van het Roskilde Fjord.

## Geboren
- Mikkel Damsgaard (3 juli 2000), voetballer